# 巴林駐外機構列表

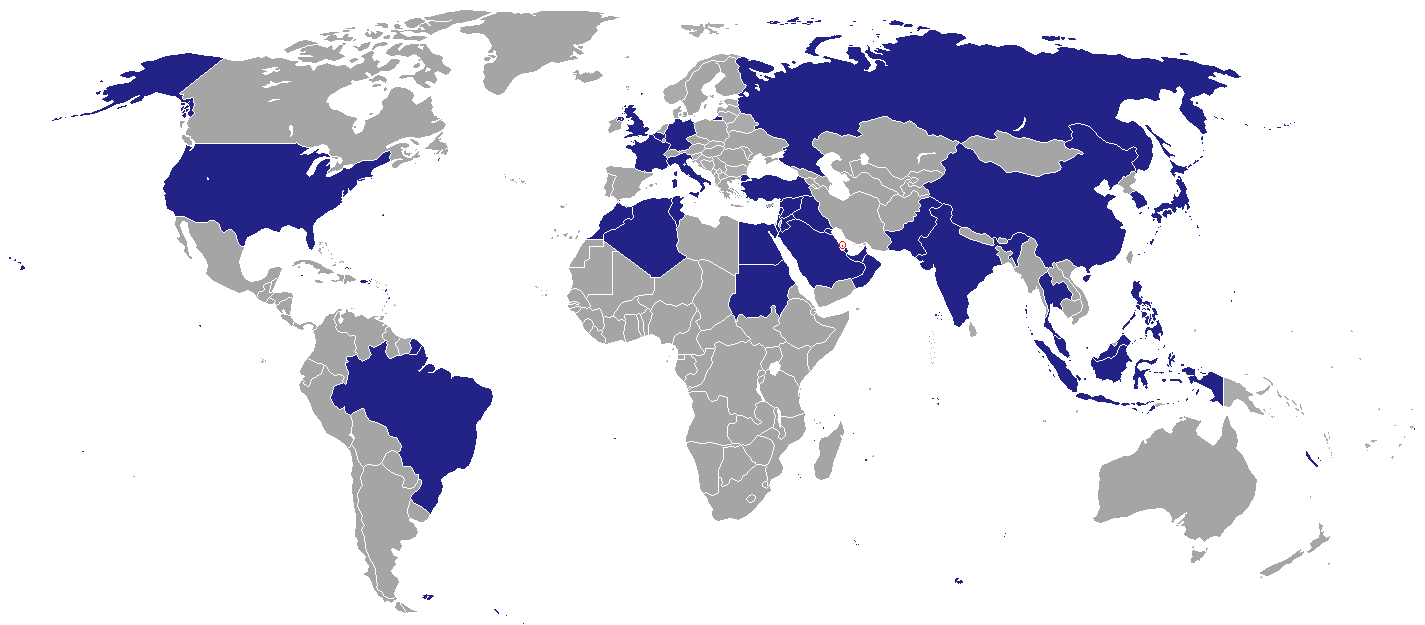
巴林驻外机构分布图

这是为巴林驻外机构列表，不包括名誉领事馆。

## 非洲

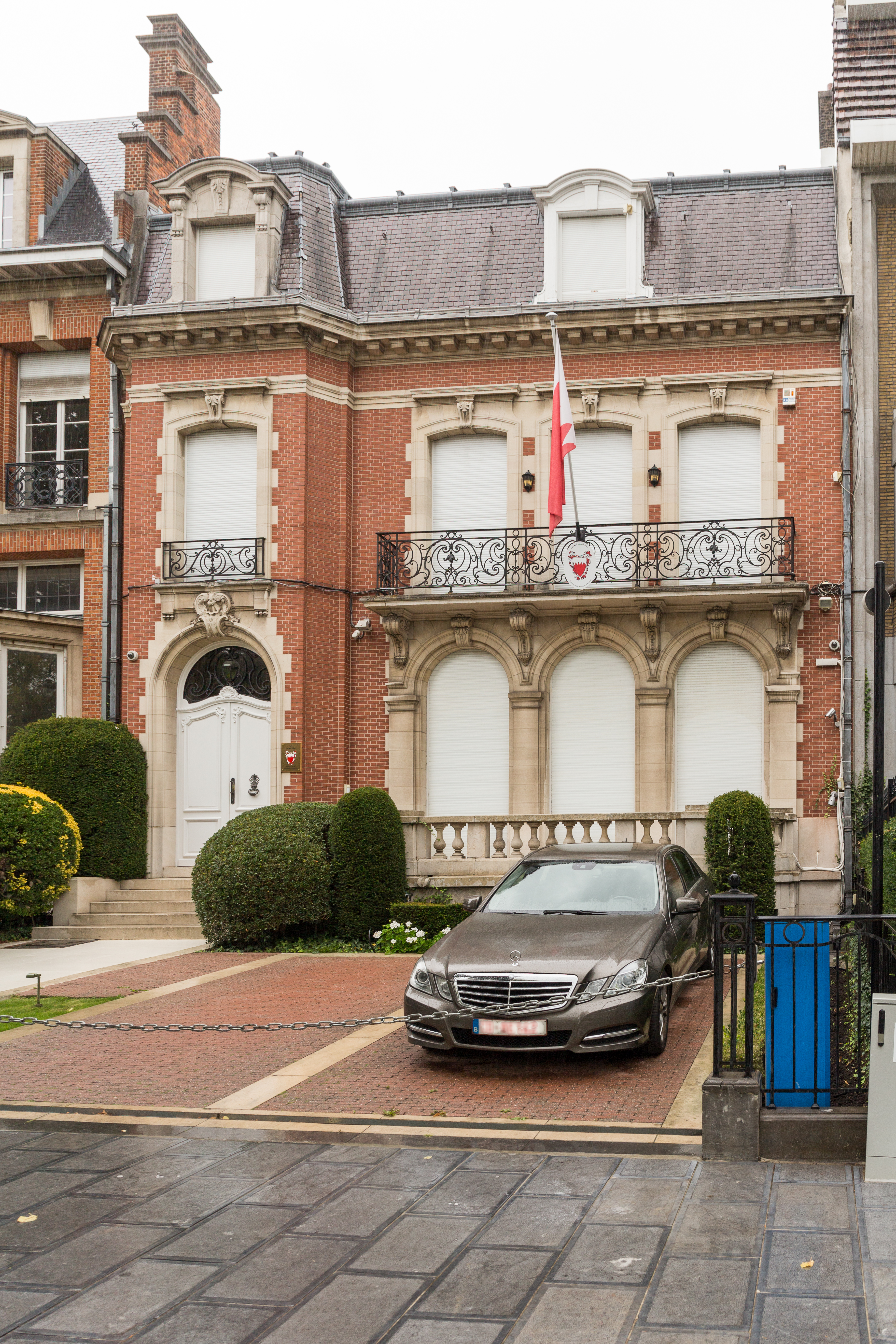
巴林驻比利时大使馆

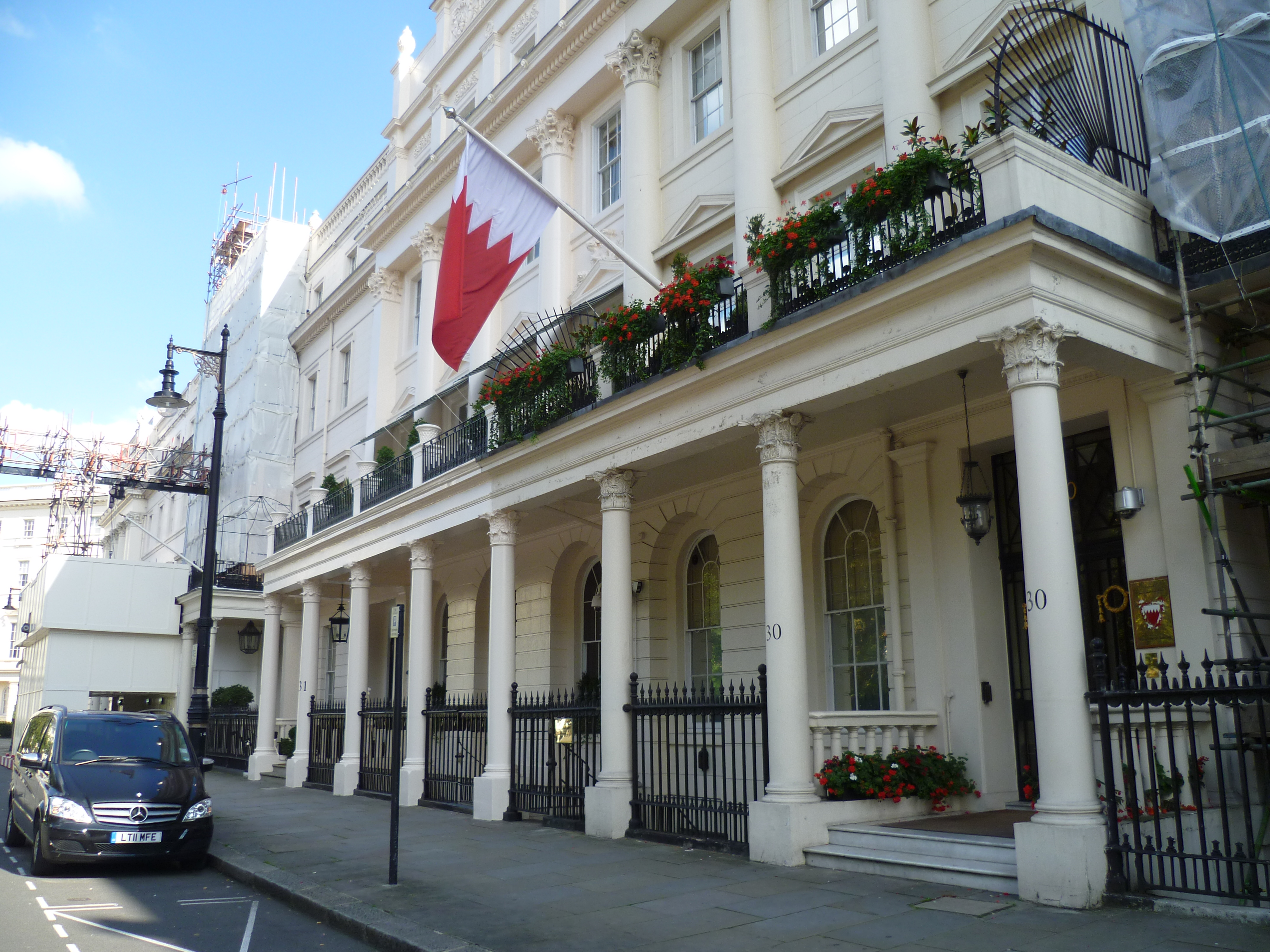
巴林驻英国大使馆

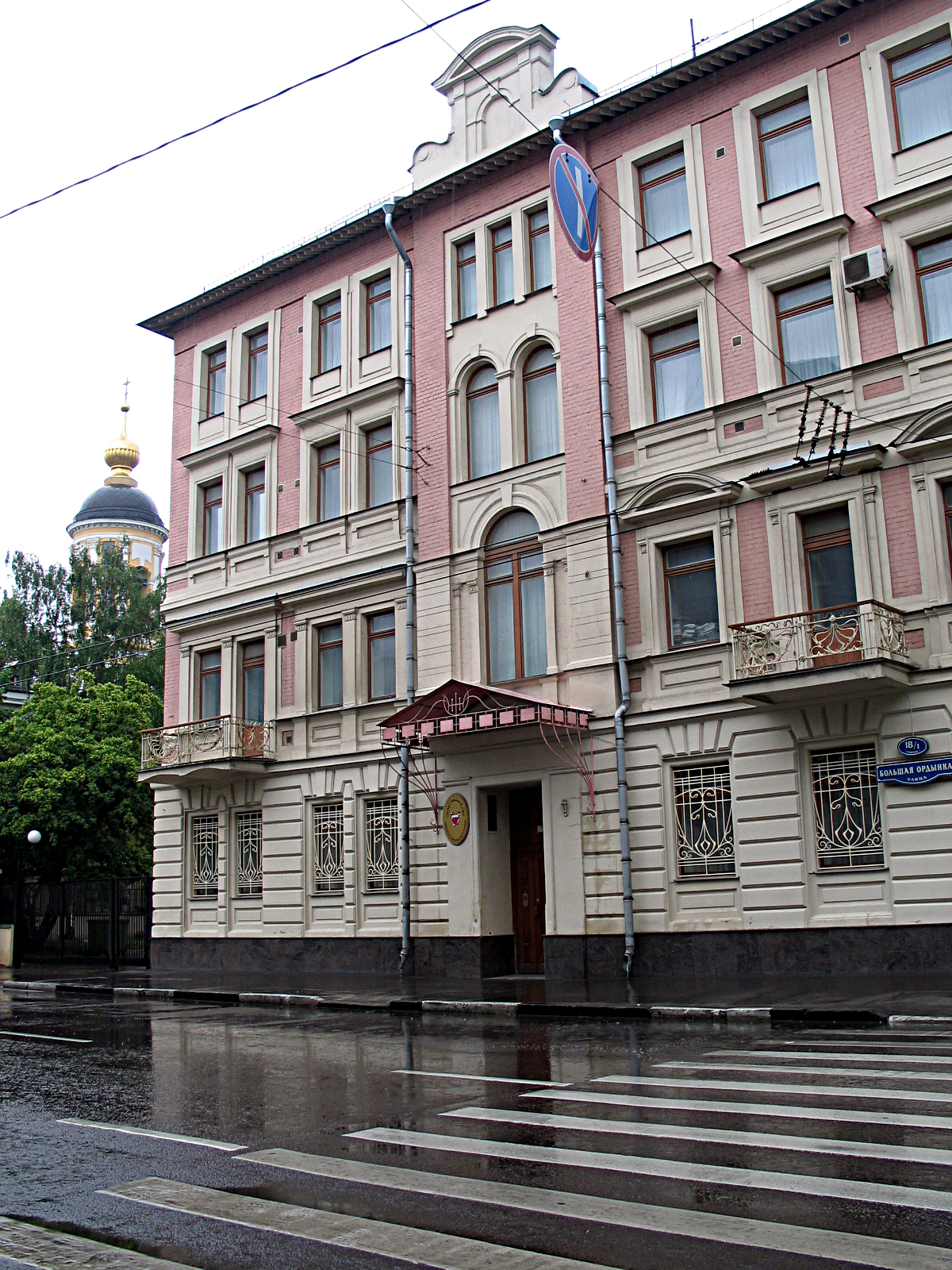
巴林驻俄罗斯大使馆

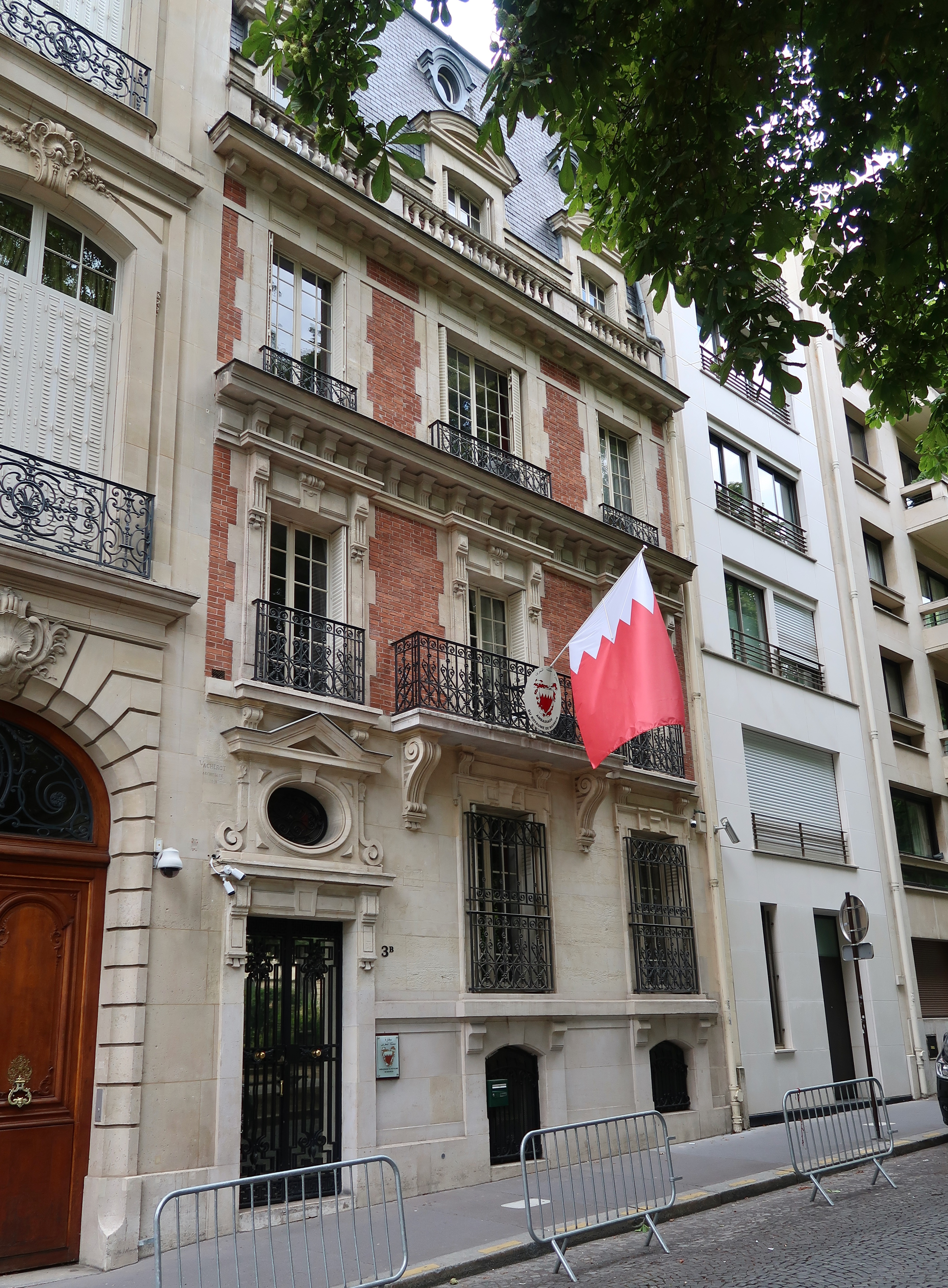
巴林驻法国大使馆

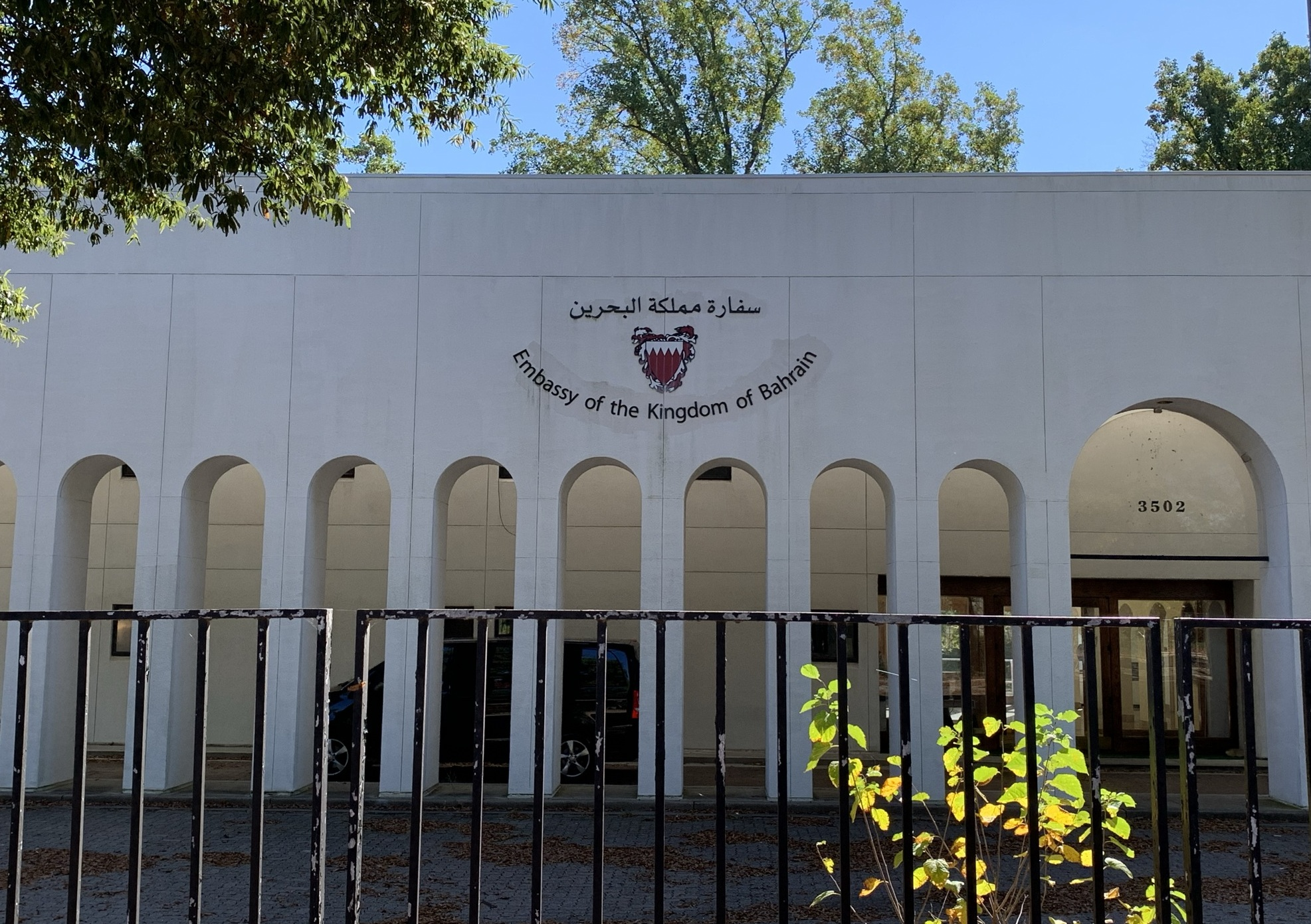
巴林驻美国大使馆

- 阿尔及利亚
  - 阿爾及爾（大使馆）
- 埃及
  - 开罗（大使馆）
- 摩洛哥
  - 拉巴特（大使馆）
  - 阿尤恩（总领事馆）
- 苏丹
  - 喀土穆（大使馆）
- 突尼西亞
  - 突尼斯（大使馆）

## 美洲
- 巴西
  - 巴西利亚（大使馆）
- 美国
  - 华盛顿哥伦比亚特区（大使馆（英语：Embassy of Bahrain in Washington, D.C.））

## 亚洲
- 中国
  - 北京（大使馆）
- 印度
  - 新德里（大使馆）
  - 孟买（总领事馆）
- 印度尼西亞
  - 雅加达（大使馆）
- 伊朗
  - 德黑兰（大使馆）
- 伊拉克
  - 巴格达（大使馆）
  - 納杰夫（总领事馆）
- 日本
  - 东京（大使馆）
- 约旦
  - 安曼（大使馆）
- 科威特
  - 科威特城（大使馆）
- 马来西亚
  - 吉隆坡（大使馆）
- 阿曼
  - 马斯喀特（大使馆）
- 巴基斯坦
  - 伊斯兰堡（大使馆（英语：Embassy of Bahrain, Islamabad））
  - 卡拉奇（总领事馆）
- 沙烏地阿拉伯
  - 利雅德（大使馆）
  - 吉达（总领事馆）
- 叙利亚
  - 大马士革（大使馆） （页面存档备份，存于）
- 泰國
  - 曼谷（大使馆）
- 土耳其
  - 安卡拉（大使馆）
- 阿联酋
  - 阿布扎比（大使馆）
  - 迪拜（总领事馆）

## 欧洲
- 比利时
  - 布鲁塞尔（大使馆）
- 法國
  - 巴黎（大使馆）
- 德国
  - 柏林（大使馆）
- 義大利
  - 罗马（大使馆）
- 俄羅斯
  - 莫斯科（大使馆）
- 英国
  - 伦敦（大使馆）

## 国际组织
- 欧盟
  - 布鲁塞尔（代表团）
- 阿拉伯国家联盟
  - 开罗（常驻代表团）
- 联合国
  - 日内瓦（常驻联合国及其他国际组织）
  - 纽约（常驻代表团）